# Lotta libera ai Giochi della III Olimpiade - Pesi mosca leggeri
La categoria pesi mosca leggeri è stata la categoria per la lotta libera ai Giochi della III Olimpiade con limite di peso fino a Kg. 47,6.
La gara si è svolta dal 14 al 15 ottobre 1904 presso il Francis Field della Washington University di Saint Louis.

## Risultati
|  | Semifinali          | Semifinali | Semifinali |    |  | Finale | Finale | Finale |  |
|  |                     |            |            |    |  |        |        |        |  |
|  | Bob Curry           | Bob Curry  | VS         |    |  |        |        |        |  |
|  | Bob Curry           | Bob Curry  | VS         |    |  |        |        |        |  |
|  | Gustav Tiefenthaler |            |            |    |  |        |        |        |  |
|  |                     | Bob Curry  | Bob Curry  | VS |  |        |        |        |  |
|  |                     |            |            | VS |  |        |        |        |  |
|  |                     |            | John Hein  |    |  |        |        |        |  |
|  | John Hein           | John Hein  | VS         |    |  |        |        |        |  |
|  | John Hein           | John Hein  | VS         |    |  |        |        |        |  |
|  | Claude Holgate      |            |            |    |  |        |        |        |  |

### Classifica Finale
| Pos.    | Atleta              | Nazione     |
| ------- | ------------------- | ----------- |
| Oro     | Bob Curry           | Stati Uniti |
| Argento | John Hein           | Stati Uniti |
| Bronzo  | Gustav Tiefenthaler | Stati Uniti |
| 4       | Claude Holgate      | Stati Uniti |